# Détours en France Magazine
 (décembre 2023).
Il peut être nécessaire de l'améliorer pour respecter le principe de neutralité de point de vue. 

Détours en France est un magazine bimestriel consacré à la découverte des régions françaises et au tourisme en France. Fondé en France en 1991, il est édité par le groupe Uni-médias, filiale du Crédit Agricole.

## Historique
Fondé en septembre 1991 par Bruno Vaesken, Détours en France est considéré comme pionnier de la presse de territoire généraliste. Le magazine a d'abord été édité par le groupe Média-Participations.
En 2008, Détours en France est acquis par le groupe Uni-éditions (renommé Uni-médias à partir de 2018) éditeur de presse magazine filiale de Crédit agricole. 
Le 9 juillet 2021, une nouvelle formule est lancée sous la houlette du rédacteur en chef Dominique Roger.

## Ligne éditoriale
Détours en France traite de sujets touristiques et thématiques des différentes provinces et régions françaises (dont Bretagne, Limousin, etc.) sous des angles patrimoniaux, pratiques et insolites. 
Le titre propose des reportages, des articles pratiques, des découvertes et des comparatifs. 
De 2012 à 2021, Détours en France se décline sous des hors-séries « Le Village préféré des Français » tiré de l’émission éponyme sur France 2, dont Dominique Roger, rédacteur en chef de Détours en France est un des membres du jury.